# Завет (Родина)
«Завет» (англ. «The Covenant») — третий эпизод шестого сезона американского драматического телесериала «Родина», и 63-й во всём сериале. Премьера состоялась на канале Showtime 29 января 2017 года.

## Сюжет
Кэрри (Клэр Дэйнс) передаёт Секу (Дж. Маллори Маккри) новости о том, что прошение было отменено, так как Кэрри совещалась с Саадом. Кэрри обращается к Роджеру (Иэн Кан), её бывшему связному, и просит его найти запись определённого телефонного разговора между Саадом и Конлином (Доминик Фумуса). Запись подтверждает, что Конлин пытался посадить невиновного Секу. Кэрри идёт к Конлину с доказательством, угрожая отправить запись генеральному прокурору, если Конлин не снимет все обвинения против Секу.
Сол (Мэнди Патинкин) прибывает в Абу-Даби, чтобы допросить Фархада Нафиси (Бернард Уайт). Сол противоборствует Нафиси с финансовой отчётностью, полученной из его телефона, показывающей большой перевод средств со скрытого счёта. Нафиси отрицает какую-либо связь с Северной Кореей, убедительно говоря о том, что во время своего недавнего путешествия, он всего лишь покупал российские зенитные оборудования. Сол убеждён, что Нафиси лжёт, делая вывод, что для Нафиси нет никаких причин использовать скрытую учётную запись, чтобы сделать законную покупку зенитных пушек, но не получает ничего действенного во время допроса; он сообщает об этом Дару (Ф. Мюррей Абрахам). Однако Дар рассказывает избранному президенту Кин (Элизабет Марвел) во время брифинга о том, что Сол смог подтвердить параллельную ядерную программу Ирана, называя доказательства «убедительными». Позже Кэрри встречается с Кин и сразу же скептически относится к отчёту Дара. Пока они говорят, показывают, как Дар слушает живую трансляцию их разговора. Сол покидает Абу-Даби и отправляется на Западный берег, чтобы встретиться со своей сестрой, при этом, будучи там, он организовывает встречу и ночью его кто-то подбирает, хотя не ясно кто.
Куинн (Руперт Френд) становится всё более параноидальным по поводу того, что кто-то вторгается в квартиру Кэрри. Он связывается с Кларис (Микки О'Хаган), чтобы она смогла привести его к Томми (Бобби Морено), человеком, который ограбил Куинна. Куинн нападает на Томми и забирает у него пистолет, называя это расплатой за украденные у него деньги. Теперь вооружившись, Куинн скрывается снаружи квартиры Кэрри с пистолетом.

## Производство
Режиссёром эпизода стала исполнительный продюсер Лесли Линка Глаттер, а сценарий написал соисполнительный продюсер Рон Нисуонер.

## Реакция

### Реакция критиков
Эпизод получил рейтинг 70%, со средним рейтингом 6.44 из 10, на сайте Rotten Tomatoes, чей консенсус гласит: «„Завет“ медленно движется и толкает небольшой сюжет вперёд, но моменты с сильными персонажами и растущий конфликт между Даром и Кэрри, как кажется, накрывают стол для взрывной развязки».

### Рейтинги
Во время оригинального показа, эпизод привлёк внимание 1.13 миллиона зрителей.